# Лено, Бернд
Бернд Ле́но (нем. Bernd Leno; род. 4 марта 1992, Битигхайм-Биссинген, Баден-Вюртемберг) — немецкий футболист, вратарь английского клуба «Фулхэм» и сборной Германии.

## Биография
Родился в городке Битигхайм-Биссинген в семье российских немцев Виктора и Розы, репатриировавшихся в Германию незадолго до распада СССР. До переезда в Германию семья проживала в городе Анапе. В семье Лено два сына: Бернд и Даниэль. В настоящий момент[какой?] его брат является страховщиком и работает в Битигхайм-Биссингене. В детстве Лено свободно говорил по-русски, теперь — с трудом, но русскую речь понимает хорошо.

## Клубная карьера
В шестилетнем возрасте начал играть в составе местной команды «Германия». А уже через два года присоединился к академии самого знаменитого клуба из Швабии, «Штутгарта».
В составе юниорской команды «швабов» Лено стал чемпионом швабского немецкого дивизиона. Уже в 16-летнем возрасте был привлечён в фарм-клуб «Штутгарта», выступавшего тогда в третьей по силе лиге Германии. Вскоре после своего 18-летия Лено подписал профессиональный контракт со «Штутгартом», параллельно получив вызов в молодёжную сборную страны. Накануне сезона 2011/12 был включён в заявку «Штутгарта» в качестве третьего голкипера на матчи Бундеслиги. Однако сыграть хотя бы один матч в этой команде Лено не сумел, но зато стал основным голкипером дубля.

### «Байер 04»

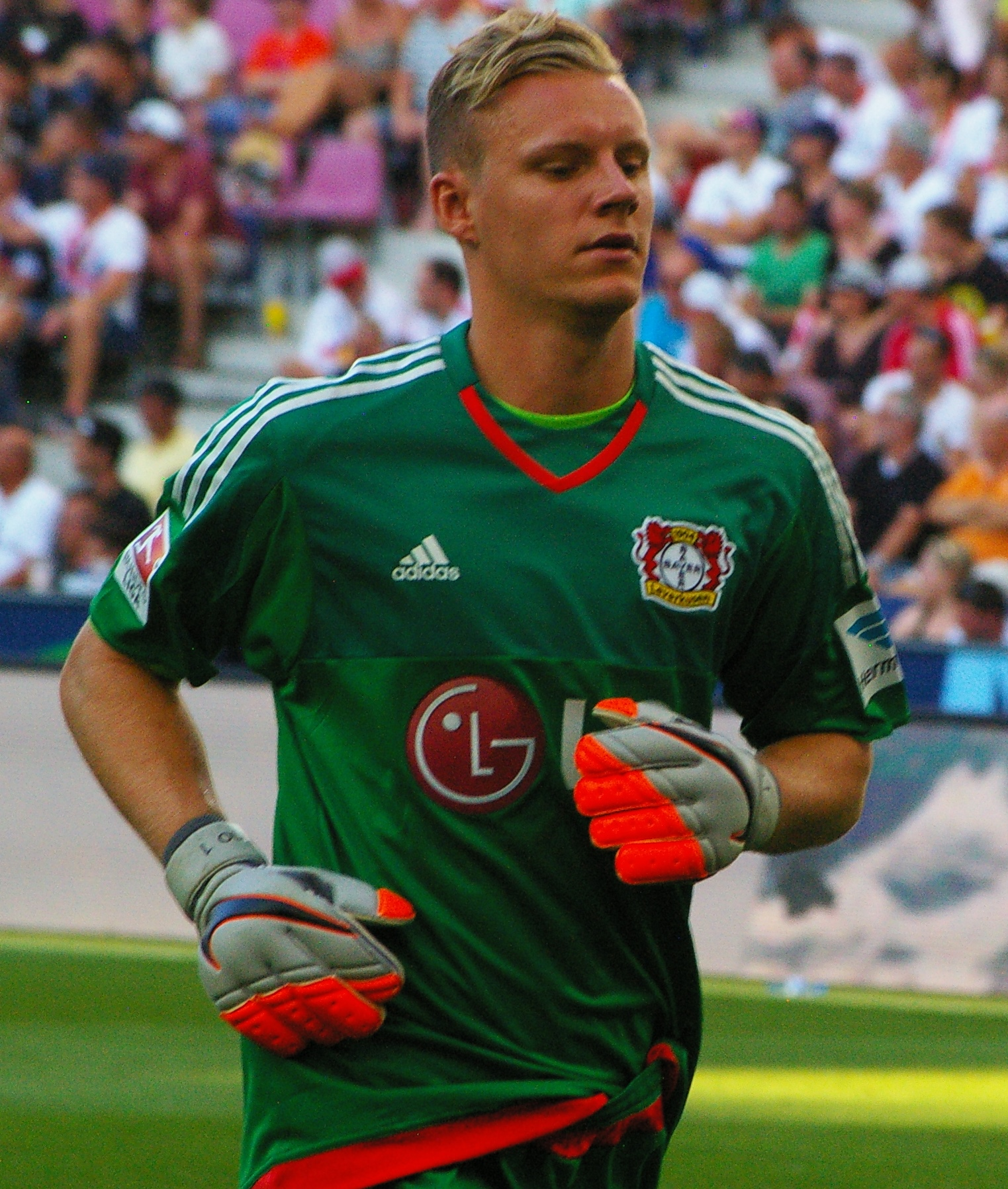
Лено в составе «Байер 04»

В течение сезона 2010/11 провёл 57 матчей в составе «Штутгарта II», после чего попал в аренду к «Байеру». В составе «фармацевтов» Бернд был призван заменить травмированного Рене Адлера, получившего сотрясение мозга в поединке против «Майнца». Лено дебютировал за «Байер 04» 14 августа в матче с бременским «Вердером» (1:0). Бернд отстоял встречу на ноль, получив высокую оценку от журнала Kicker. Лено сохранял свои ворота на замке в течение дебютных 342 минут, пропустив первый мяч 9 сентября в поединке против «Аугсбурга» (4:1). 13 сентября в возрасте 19 лет и 193 дня Лено вышел на поле в матче против английского «Челси» и стал самым молодым немецким вратарём игравшим в Лиге чемпионов. 30 ноября 2011 года Лено подписал контракт с «Байером» до 2017 года. В октябре стало известно, что возвращение Адлера откладывается на три месяца. А уже 1 января «фармацевты» подписали голкипера молодёжной сборной германии на постоянной основе. Стороны не разглашали условия нового контракта, однако доподлинно известно, что «Штутгарт» получит 30 % с суммы последующей перепродажи Лено. До конца сезона Бернд провёл 33 матча, одиннадцать из которых отстоял на ноль.
По окончании сезона было объявлено, что Рене Адлер покидает «Байер» ради игры в «Гамбурге». Его уход означал одно — Бернд является основным голкипером «фармацевтов» и теперь может не беспокоиться насчёт своего места в стартовом составе. В сезоне 2012/13 он провёл 32 матча, а в следующем году ещё 34. Лено считался одним из самых перспективных немецких голкиперов и самым очевидным конкурентом Мануэля Нойера в сборной Германии. Всеобщее признание Бернд получил после поединка 11-го тура Бундеслиги против «Баварии». «Байер» победил мюнхенский клуб в гостях, а Лено совершил 13 спасений, установив рекорд национального первенства.
Ещё один интересный эпизод случился в домашнем поединке против «Гамбурга». Бернд так точно вынес мяч, что стал автором голевой передачи на Штефана Кисслинга, который установил окончательный счёт 3:0. На старте сезона 2013/14 немецкий клуб объявил о подписании нового соглашение с Берндом до 2018 года. А уже зимой 2013 им начали интересоваться ведущие гранды европейского футбола: «Атлетико», «Барселона», «Ливерпуль» и «Арсенал». Однако каждая из этих команд видела в Лено лишь второго голкипера, в то время как он предпочитал выступать исключительно первым номером.
Летом 2014 «Барселона» сообщила, что хочет заменить Виктора Вальдеса, решившему покинуть команду. Однако впоследствии «каталонцы» переключились на голкипера мёнхенгладбахской «Боруссии» Тер Штегена, а Бернд остался в «Байере». Начало сезона 2014/15 получилось скомканным, «Байер» долгое время находился в середине турнирной таблицы. Тем не менее, «фармацевты» пропускали мало, имея в активе по итогам первого круга 10 сухих матчей — второй результат в Бундеслиге.

### «Арсенал»
19 июня 2018 года стал игроком лондонского «Арсенала». Сумма трансфера составила 20 миллионов евро.

### «Фулхэм»
2 августа 2022 года перешёл в «Фулхэм». Сумма трансфера составила 8 миллионов фунтов стерлингов, контракт подписан на три года.

## Международная карьера
Чемпион Европы — 2009 года в составе сборной до 17 лет. Лено не провёл на данном турнире ни единого матча, будучи дублёром Тер Штегена. В этом же году Бернд отправился на юниорский чемпионат мира и здесь уже отыграл два матча. С 2012 года выступал в составе молодёжной сборной Германии. После дебютировал в товарищеском матче против аргентинцев (6:1) и впоследствии провёл 14 игр. Осенью 2014 года Лено завершил свои выступления в этой команде, уступив место Мариусу Мюллеру.
В августе 2014 года стало известно, что Бернд в ближайшем будущем станет дублёром Мануэля Нойера в составе основной сборной Германии. На данном поприще голкипер должен будет заменить Романа Вайденфеллера.

### Матчи за сборную
| № | Дата            | Оппонент    | Счёт | Пропущенные Голы | Нарушения | Минуты | Соревнование                  |
| - | --------------- | ----------- | ---- | ---------------- | --------- | ------ | ----------------------------- |
| 1 | 29 мая 2016     | Словакия    | 1:3  | 1                | —         | 45'    | Товарищеский матч             |
| 2 | 31 августа 2016 | Финляндия   | 2:0  | —                | —         | 45'    | Товарищеский матч             |
| 3 | 15 ноября 2016  | Италия      | 0:0  | —                | —         | 90'    | Товарищеский матч             |
| 4 | 26 марта 2017   | Азербайджан | 4:1  | 1                | —         | 90'    | Отбор ЧМ-2018 (группа С)      |
| 5 | 19 июня 2017    | Австралия   | 3:2  | 2                | —         | 90'    | Кубок конфедераций (Группа B) |
| 6 | 8 октября 2017  | Азербайджан | 5:1  | 1                | —         | 90'    | Отбор ЧМ-2018 (группа С)      |

Итого: сыграно матчей: 6 / пропущено голов: 5 (сухих матчей 2); победы: 4, ничьи: 1, поражения: 1.

## Достижения
«Арсенал» (Лондон)
- Обладатель Кубка Англии: 2019/20
- Обладатель Суперкубка Англии: 2020
- Итого: 2 трофея